# Maria Skleraina
Maria Skleraina, död 1045, var en bysantinsk mätress, känd för sin relation till kejsar Konstantin IX Monomachos. 
Hon var barnbarnsbarn till Bardas Skleros, syster till Romanos Skleros och änka efter en oidentifierad man med titeln protospatharios. Hon gifte sig med Konstantin många år innan han blev kejsare, delade hans exil och gav honom finansiellt stöd. Konstantin omtalade henne som sin hustru. De betraktades dock inte som gifta av kyrkan, eftersom ett tredje äktenskap inte sågs som giltigt av kyrkan. 
När Konstantin blev kejsare tack vare sitt giftermål med kejsarinnan Zoë år 1042, var han öppen med sitt äktenskap med Maria och bad med framgång Zoe att acceptera henne vid hovet. Maria levde öppet med Konstantin vid hovet och ska ha kommit väl överens även med Zoe, som hon ska ha smickrat. Hon agerade som Konstantins politiska rådgivare och hade stort inflytande i palatset. Hon gynnade också sin brors karriär. Formellt sett var hon dock inte kejsarinna utan betraktades officiellt som kejsarens mätress. 
När kejsaren gav henne titeln kejsarinna (om än en annan version av ordet kejsarinna), utbröt upplopp i Konstantinopel i mars 1044 till förmån för kejsarinnan Zoë Porphyrogenita, då de fruktade att kejsaren planerade att förskjuta henne och döda henne och hennes syster. 
Hon var mor till en dotter med Konstantin, som 1046 gifte sig med Vladimir II Vsevolod av Kiev. 